# Hemidactylus isolepis
Hemidactylus isolepis este o specie de șopârle din genul Hemidactylus, familia Gekkonidae, descrisă de Boulenger 1895. Conform Catalogue of Life specia Hemidactylus isolepis nu are subspecii cunoscute.